# Ritmikus csimpifon
A Ritmikus csimpifon (Hooked on Monkey Fonics) a South Park című amerikai animációs sorozat 43. része (a 3. évad 12. epizódja). Elsőként 1999. november 10-én sugározták az Amerikai Egyesült Államokban.
South Parkba új házaspár költözik, akiknek a gyerekei magántanulók. Egyikük, Rebecca felkelti Kyle Broflovski érdeklődését, eközben Eric Cartman magántanulóvá válik, hogy ne kelljen iskolába járnia. 

## Cselekmény
|  | Alább a cselekmény részletei következnek! |

A South Park-i gyerekek egy betűzőversenyre készülnek, ezért Cartman segítségképpen kap egy „Ritmikus csimpifon” nevű oktatójátékot az anyjától. A versenyen azonban két magántanuló testvér, Mark és Rebecca is indul, akik nemrég költöztek a városba. Cartman már az első szónál kiesik, miután a „csimpifon” cserbenhagyta és a döntőbe Kyle, valamint a két új tanuló jut be, akik legvégül megnyerik a versenyt (ezzel feldühítve Jimbót, aki pénzt tett fel a legnagyobb esélyesnek tűnő Kyle győzelmére). Kyle eközben beleszeret Rebeccába és a maga módján udvarolni kezd neki. Mesél neki a nagyvilágról és végül Rebecca beleegyezik, hogy kipróbálja az állami iskolát, valamint elkíséri Kyle-t a Disznóöböl Emléktáncestre. Kyle azt is elmagyarázza neki, mit jelent szerelmesnek lenni, majd megcsókolja Rebeccát.
Mark találkozik Cartmanékkel és a fiúk egymás közti viselkedését látva érdeklődni kezd az iskolai élet iránt, ezért arra kéri apját, írassa be az állami iskolába. Mark apja ebbe nagy nehezen beleegyezik, de fiát a lehetséges veszélyektől féltve csak egy műanyag gömb belsejében engedi el hazulról. Az iskolában Mark a viselkedése és a többiekhez képest kimagasló lexikális tudása miatt hamar ellenségeket szerez, ezért ebédszünetben egy padhoz celluxozzák. Apja az incidens után felkeresi a többi szülőt a helyi kocsmában, de fiához hasonlóan hamar ellenszenvessé válik a felnőttek szemében, így végül őt is egy padhoz ragasztják. Miután megkérdezi Marktól, miért nem járt soha iskolába, Cartmant foglalkoztatni kezdi az otthoni tanulás. Mr. Garrison egyik lekezelő megjegyzését kifogásként felhasználva rábeszéli anyját, hogy ő is magántanuló lehessen. Cartman számára ez azt jelenti, hogy egész nap az ágyban fekszik és tévét néz, valamint chipset eszik. Kenny McCormick és Stan meglátogatja a magántanuló Cartmant, de amikor Kenny megpróbál elvenni Cartman majmától egy mogyorót, a majom megvadul és megöli Kennyt.
A Disznóöböl Emléktáncesten a Dio zenekar a Holy Diver című slágert adja elő, mialatt a gyerekek azt tervezik, hogy a zászlórúdhoz ragasztják Markot – a szülőknek is hasonló terveik vannak, Mark apjával. A rendezvényen hirtelen felbukkan a korábban félénk Rebecca, hiányos öltözékben és tőle szokatlan módon kezd viselkedni, kihívó módon flörtölve minden ott tartózkodó fiúval. Mark szerint a húga hirtelen megváltozott, botrányos viselkedése Kyle hibájából történt, ezért nekitámad és alaposan helyben hagyja őt. Ezt az akciót látva a többi gyerek megkedveli és barátjául fogadja Markot. Mark megragadja az alkalmat és beszél apjának az állami iskola előnyeiről, illetve a szocializáció fontosságáról. Szavai hatására az apa beleegyezik, hogy a gyerekei a többiekkel együtt iskolába járhassanak – ennek ellenére az epizód végén a szülők a zászlórúdhoz ragasztják Mark apját.

## Utalások
Rebecca alakja utalás a szintén magántanuló Rebecca Sealfonra, aki az Államokban betűzőversenyeken vált ismertté. Ez volt az utolsó leadott South Park-epizód, mielőtt Mary Kay Bergman, a sorozat női szereplőinek eredeti hangja öngyilkos lett.
Ronnie James Dio, akit az epizódban kiparodizáltak, a következőket nyilatkozta: „Azt gondoltam, csodálatos volt. Először nem akartam belemenni, mert úgy éreztem, egyszerűen csak »keresztre feszítenek« majd, és az fog történni velem, ami Rod Stewarttal és Elton Johnnal vagy Ozzy-val. De a készítők biztosítottak róla, hogy valódi Dio rajongók, és tetszeni fog a végeredmény. Ezért arra gondoltam: »Nos, ha amerikai ikon akarsz lenni, jobb lesz, ha belemész a dologba.« És ők megtették és én el voltam ájulva. Vicces volt. Szerintem a készítők a dobossal sokkal kegyetlenebbül elbántak.”

## Fordítás
- Ez a szócikk részben vagy egészben  a   Hooked on Monkey Fonics című angol Wikipédia-szócikk fordításán alapul.  Az eredeti cikk szerkesztőit annak laptörténete sorolja fel. Ez a jelzés csupán a megfogalmazás eredetét és a szerzői jogokat jelzi, nem szolgál a cikkben szereplő információk forrásmegjelöléseként.